# Kaelble

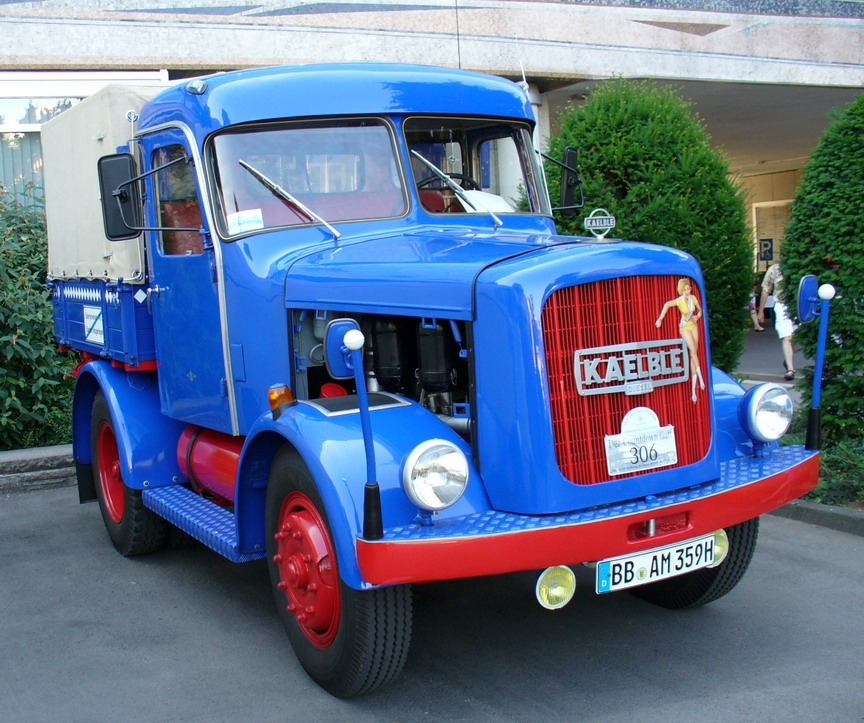
Kaelble från 1953.

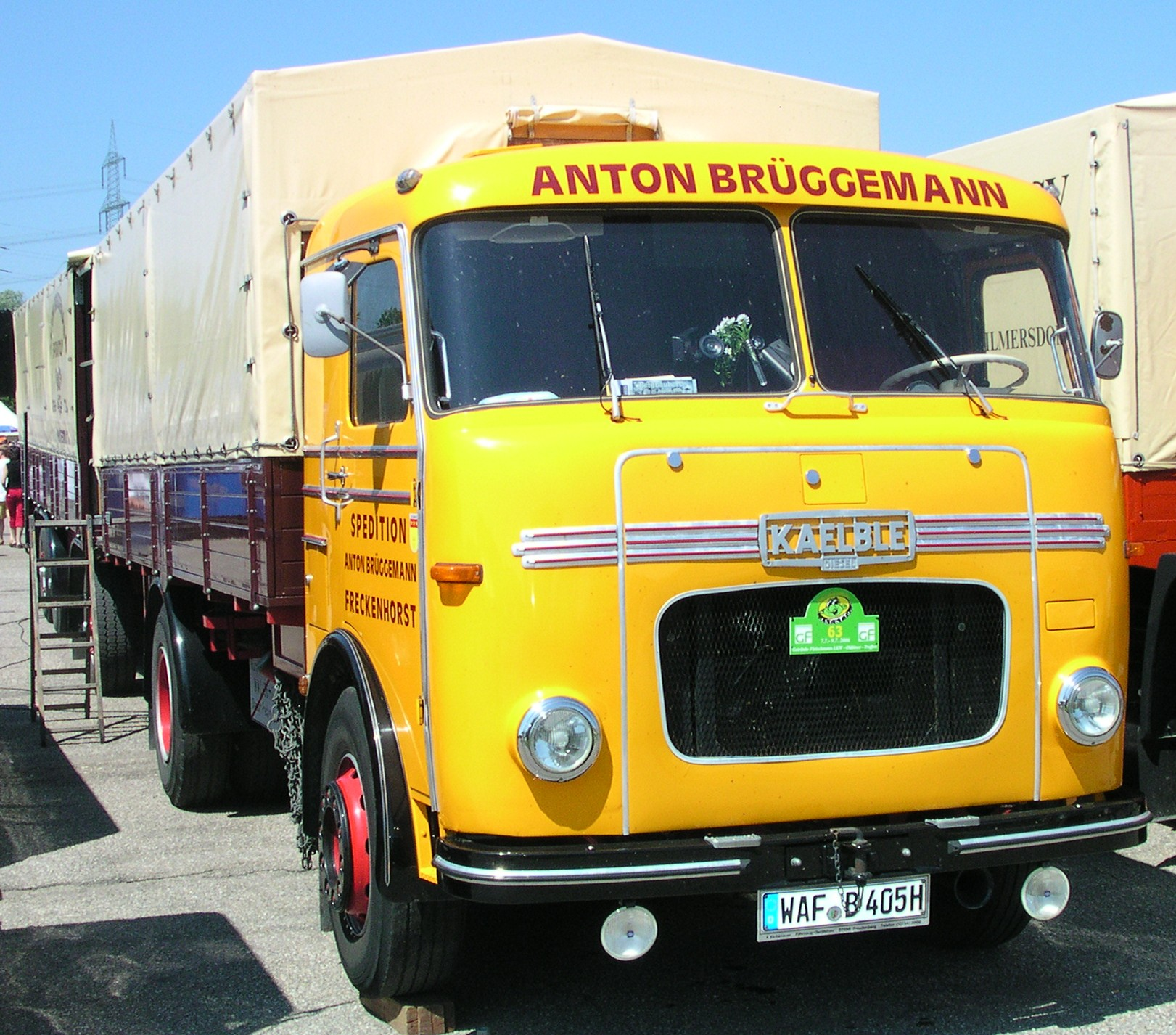
Kaelble.

Kaelble, Terex Kaelble GmbH, motor- och nyttofordonstillverkare i Backnang i Tyskland. Idag ingår företaget i Terex och tillverkar anläggningsmaskiner

## Historia
Kaelble grundades 1884 i Cannstatt av Caroline och Gottfried Kaelble som en verkstad för garverimaskiner. Fem år senare flyttade företaget till Backnang och 1895 började man tillverka maskiner. Konstruktör var Carl Kaelble.
Efter konkurs 1996 omstrukturerades Kaelble och ingår idag i Terex.